# Nitkopodstawkowcowate
Nitkopodstawkowcowate (Filobasidiaceae L.S. Olive) – rodzina grzybów z rzędu nitkopodstawkowców (Filobasidiales).

## Systematyka
Rodzinę tę do taksonomii grzybów wprowadził Lindsay Shepherd Olive w 1968 r. Według Index Fungorum bazującego na Dictionary of the Fungi należą do niej rodzaje:
- Filobasidium L.S. Olive 1968
- Goffeauzyma X.Z. Liu, F.Y. Bai, M. Groenew. & Boekhout 2015
- Heterocephalacria Berthier 1980
- Naganishia Goto 1963
- Syzygospora G.W. Martin 1937
- Zyzygomyces Diederich, Millanes & Wedin 2022

Polskie nazwy na podstawie pracy Władysława Wojewody z 2003 r.